# Juan Rodríguez Ariza
Juan Rodríguez Ariza (fl. 1535-1548) fue un compositor y maestro de capilla español.

## Vida
Es muy poco lo que se conoce de la vida de Juan Rodríguez Ariza, incluido su lugar de nacimiento y su formación musical. Las primeras noticias que se tienen de él son de su nombramiento de sochantre en la Colegiata de San Patricio de Lorca el 3 de noviembre de 1535, con un salario de 12 ducados.
La Colegiata acababa de ser fundada y los cargos no estaban muy diferenciados todavía, por lo que, además de sochantre, el cabildo buscaba a una «persona para regir el coro» y «que sepa tañer los órganos que la iglesia tiene». Juan Rodríguez, que se encontraba en la localidad en ese momento, aceptó el 7 de noviembre. En enero del año siguiente se le encargó la búsqueda de mozos para el coro.
De 1536 a 1538 hay noticias de que había sido nombrado capellán por el cabildo civil de la ciudad, un cargo anejo al magisterio de la colegial. Su trabajo consistía en oficiar la misa a la ciudad todos los días, por lo que el cabildo financiaba el salario de algunos músicos de la Colegiata. En las actas entre 1536 y 1538 se recoge que Rodríguez cobró 12 ducados anuales por los tres cargos: sochantre, organista y capellán del Ayuntamiento, cargos que incluían además las responsabilidades de un maestro de capilla.
La primera referencia explícita explícita a su magsiterio en la capilla de música es del 31 de diciembre de 1546, cuando se menciona a Diego de Burgos como maestro de capilla y a Juan Rodríguez como sochantre y, presumiblemente, organista. Los tres cargos quedaron separados definitivamente en 1548, cuando el magisterio quedó en manos de Bernardino de Ribera, la organistía con Hernando de Pareja y la sochantría con Juan Rodríguez de Ariza.
En 1548 cayó enfermo y se le sustituyó en el cargo. A partir de ese momento se pierde el rastro.

## Obra
No se conservan composiciones de Juan Rodríguez de Ariza.